# Copa d'Àfrica de Nacions 1998
El 1998 es disputà la vint-i-unena edició de la Copa d'Àfrica de Futbol, a Burkina Faso. Es mantingué el format de l'edició anterior, amb 16 equips. Egipte va ser la campiona, després de derrotar Sud-àfrica per 2 a 0 a la final.

## Fase de classificació

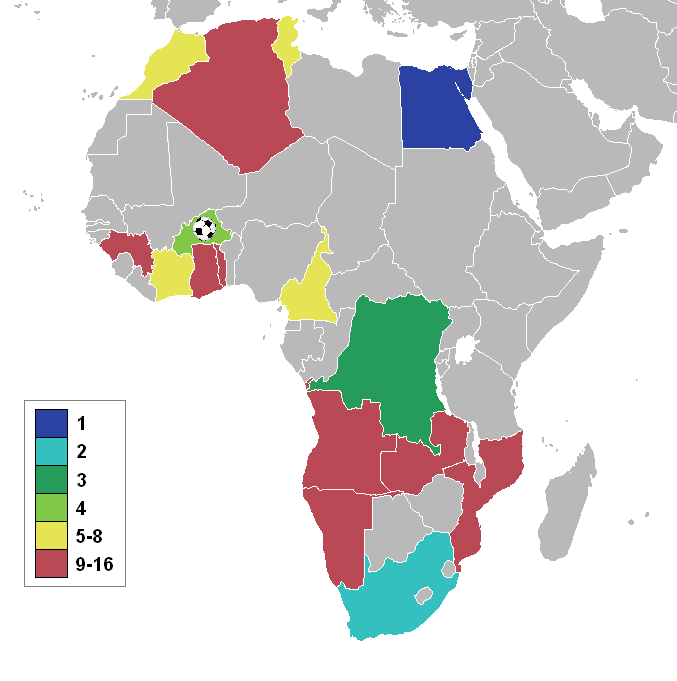
Equips participants.

Hi van participar aquestes 16 seleccions:
| Equips                          | Participacions anteriors                                                                       | Millor resultat                    |
| ------------------------------- | ---------------------------------------------------------------------------------------------- | ---------------------------------- |
| Algèria                         | 9 (1968, 1982, 1980, 1984, 1986, 1988, 1990, 1992 i 1996)                                      | Campions (1990)                    |
| Angola                          | 1 (1996)                                                                                       | Primera fase (1996)                |
| Burkina Faso (amfitrió)         | 2 (1978 i 1996)                                                                                | Primera fase (1978 i 1996)         |
| Camerun                         | 9 (1970, 1972, 1982, 1984, 1986, 1988, 1990, 1992 i 1996)                                      | Campions (1984 i 1988)             |
| República Democràtica del Congo | 10 (1965, 1968, 1970, 1972, 1974, 1976, 1988, 1992, 1994 i 1996)                               | Campions (1968 i 1974)             |
| Costa d'Ivori                   | 12 (1965, 1968, 1970, 1974, 1980, 1984, 1986, 1988, 1990, 1992, 1994 i 1996)                   | Campions (1992)                    |
| Egipte                          | 15 (1957, 1959, 1962, 1963, 1970, 1974, 1976, 1980, 1984, 1986, 1988, 1990, 1992, 1994 i 1996) | Campions (1957, 1959 i 1986)       |
| Ghana                           | 11 (1963, 1965, 1968, 1970, 1978, 1980, 1982, 1984, 1992, 1994 i 1996)                         | Campions (1963, 1965, 1978 i 1982) |
| Guinea                          | 5 (1970, 1974, 1976, 1980 i 1994)                                                              | Finalista (1976)                   |
| Marroc                          | 7 (1972, 1976, 1978, 1980, 1986, 1988 i 1992)                                                  | Campions (1976)                    |
| Moçambic                        | 2 (1986 i 1996)                                                                                | Primera fase (1986 i 1996)         |
| Namíbia                         | Debutants                                                                                      | Debutants                          |
| Sud-àfrica (vigent campió)      | 1 (1996)                                                                                       | Campions (1996)                    |
| Togo                            | 2 (1972 i 1984)                                                                                | Primera fase (1972 i 1984)         |
| Tunísia                         | 7 (1962, 1963, 1965, 1978, 1982, 1994 i 1996)                                                  | Finalistes (1965 i 1996)           |
| Zàmbia                          | 8 (1974, 1978, 1982, 1986, 1990, 1992, 1994 i 1996)                                            | Finalistes (1974 i 1994)           |

## Seus
| Bobo-Dioulasso            | Ouagadougou       | Ouagadougou       |
| ------------------------- | ----------------- | ----------------- |
| Stade Municipal           | Stade du 4-Août   | Stade Municipal   |
| Capacitat: 40.000         | Capacitat: 40.000 | Capacitat: 30.000 |
|                           |                   |                   |
| OuagadougouBobo-Dioulasso |                   |                   |

## Competició

### Primera fase

#### Grup A
Error de Lua a Mòdul:Sports_table/sub a la línia 10: attempt to concatenate local 'text' (a nil value).
| Burkina Faso | 0–1 | Camerun    |
| ------------ | --- | ---------- |
|              |     | Tchami 20' |

| Algèria | 0–1 | Guinea     |
| ------- | --- | ---------- |
|         |     | Oularé 19' |

| Camerun              | 2–2 | Guinea          |
| -------------------- | --- | --------------- |
| Tchami 9' · Womé 44' |     | Oularé 46', 77' |

| Burkina Faso                         | 2–1 | Algèria         |
| ------------------------------------ | --- | --------------- |
| K. Ouédraogo 65' (pen.) · Traoré 77' |     | Saïb 82' (pen.) |

| Burkina Faso | 1–0 | Guinea |
| ------------ | --- | ------ |
| Kambou 85'   |     |        |

| Camerun              | 2–1 | Algèria   |
| -------------------- | --- | --------- |
| Job 47' · Tchami 65' |     | Dziri 40' |

#### Grup B
Error de Lua a Mòdul:Sports_table/sub a la línia 10: attempt to concatenate local 'text' (a nil value).
| República Democràtica del Congo | 2–1 | Togo         |
| ------------------------------- | --- | ------------ |
| Tondelua 57' (pen.), 73' (pen.) |     | Tchangai 90' |

| Ghana                 | 2–0 | Tunísia |
| --------------------- | --- | ------- |
| Nyarko 8' · Gargo 90' |     |         |

| Tunísia                        | 2–1 | República Democràtica del Congo |
| ------------------------------ | --- | ------------------------------- |
| Ben Slimane 31' · Tlemcani 76' |     | Kimoto 36'                      |

| Togo                 | 2–1 | Ghana              |
| -------------------- | --- | ------------------ |
| Doté 26' · Kader 90' |     | Johnson 83' (pen.) |

| República Democràtica del Congo | 1–0 | Ghana |
| ------------------------------- | --- | ----- |
| Kisombe 77'                     |     |       |

| Tunísia                                   | 3–1 | Togo               |
| ----------------------------------------- | --- | ------------------ |
| Tlemcani 9' · Ben Slimane 12' · Gabsi 80' |     | Assignon 4' (pen.) |

#### Grup C
Error de Lua a Mòdul:Sports_table/sub a la línia 10: attempt to concatenate local 'text' (a nil value).
| Sud-àfrica | 0–0 | Angola |
| ---------- | --- | ------ |
|            |     |        |

| Costa d'Ivori                              | 4–3 | Namíbia                         |
| ------------------------------------------ | --- | ------------------------------- |
| Tiéhi 2', 39' · Bakayoko 34' · Diabaté 83' |     | Shivute 46', 73' · Mannetti 70' |

| Costa d'Ivori | 1–1 | Sud-àfrica         |
| ------------- | --- | ------------------ |
| Ouattara 88'  |     | Mkhalele 8' (pen.) |

| Angola                                                   | 3–3 | Namíbia                        |
| -------------------------------------------------------- | --- | ------------------------------ |
| Lázaro 46' · Paulo Silva 67' (pen.) · Miguel Pereira 86' |     | Uri Khob 20', 51' · Nauseb 33' |

| Costa d'Ivori                                       | 5–2 | Angola                          |
| --------------------------------------------------- | --- | ------------------------------- |
| Guel 8', 23' · Tiéhi 43', 81' (pen.) · Bakayoko 56' |     | Paulo Silva 27' · Quinzinho 52' |

| Sud-àfrica                 | 4–1 | Namíbia    |
| -------------------------- | --- | ---------- |
| McCarthy 8', 11', 19', 21' |     | Uutoni 68' |

#### Grup D
Error de Lua a Mòdul:Sports_table/sub a la línia 10: attempt to concatenate local 'text' (a nil value).
| Marroc    | 1–1 | Zàmbia       |
| --------- | --- | ------------ |
| Bahja 37' |     | Chilumba 87' |

| Egipte             | 2–0 | Moçambic |
| ------------------ | --- | -------- |
| H. Hassan 14', 44' |     |          |

| Egipte                               | 4–0 | Zàmbia |
| ------------------------------------ | --- | ------ |
| H. Hassan 34', 57', 71' · Radwan 80' |     |        |

| Marroc                                    | 3–0 | Moçambic |
| ----------------------------------------- | --- | -------- |
| Chiba 39' · El Khattabi 40' · Fertout 82' |     |          |

| Zàmbia                               | 3–1 | Moçambic    |
| ------------------------------------ | --- | ----------- |
| Kilambe 16' · Bwalya 43' · Tembo 73' |     | Avelino 57' |

| Marroc    | 1–0 | Egipte |
| --------- | --- | ------ |
| Hadji 90' |     |        |

### Eliminatòries
|  | Quarts de final            | Quarts de final            |                         |              | Semifinals    | Semifinals  |  |  | Final                   | Final |
|  |                            |                            |                         |              |               |             |  |  |                         |       |
|  | Febrer 20 – Bobo-Dioulasso |                            |                         |              |               |             |  |  |                         |       |
|  |                            |                            |                         |              |               |             |  |  |                         |       |
|  | Camerun                    | 0                          |                         |              |               |             |  |  |                         |       |
|  | Camerun                    | 0                          | Febrer 25 – Ouagadougou |              |               |             |  |  |                         |       |
|  | RD Congo                   | 1                          |                         |              |               |             |  |  |                         |       |
|  | RD Congo                   | 1                          | RD Congo                | 1            |               |             |  |  |                         |       |
|  | Febrer 22 – Ouagadougou    |                            | RD Congo                | 1            |               |             |  |  |                         |       |
|  |                            | Sud-àfrica (prò.)          | 2                       |              |               |             |  |  |                         |       |
|  | Marroc                     | Sud-àfrica (prò.)          | 2                       | 1            |               |             |  |  |                         |       |
|  | Marroc                     |                            | Febrer 28 – Ouagadougou | 1            |               |             |  |  |                         |       |
|  | Sud-àfrica                 | 2                          |                         |              |               |             |  |  |                         |       |
|  | Sud-àfrica                 | 2                          | Sud-àfrica              | 0            |               |             |  |  |                         |       |
|  | Febrer 21 – Ouagadougou    |                            | Sud-àfrica              | 0            |               |             |  |  |                         |       |
|  |                            | Egipte                     | 2                       |              |               |             |  |  |                         |       |
|  | Tunísia                    | Egipte                     | 2                       | 1 (7)        |               |             |  |  |                         |       |
|  | Tunísia                    | Febrer 25 – Bobo-Dioulasso |                         | 1 (7)        |               |             |  |  |                         |       |
|  | Burkina Faso (p.)          | 1 (8)                      |                         |              |               |             |  |  |                         |       |
|  | Burkina Faso (p.)          | 1 (8)                      | Burkina Faso            | 0            | Tercer lloc   | Tercer lloc |  |  |                         |       |
|  | Febrer 21 – Ouagadougou    |                            | Burkina Faso            | 0            | Tercer lloc   | Tercer lloc |  |  |                         |       |
|  |                            | Egipte                     | 2                       |              |               |             |  |  |                         |       |
|  | Costa d'Ivori              | Egipte                     | 2                       | 0 (4)        | RD Congo (p.) | 4 (4)       |  |  |                         |       |
|  | Costa d'Ivori              |                            |                         | 0 (4)        | RD Congo (p.) | 4 (4)       |  |  |                         |       |
|  | Egipte (p.)                | 0 (5)                      |                         | Burkina Faso | 4 (1)         |             |  |  |                         |       |
|  | Egipte (p.)                | 0 (5)                      |                         |              | 4 (1)         |             |  |  |                         |       |
|  |                            |                            |                         |              |               |             |  |  | Febrer 27 – Ouagadougou |       |
|  |                            |                            |                         |              |               |             |  |  |                         |       |

#### Quarts de final
| Camerun | 0–1   | República Democràtica del Congo |
| ------- | ----- | ------------------------------- |
|         | Resum | Tondelua 30'                    |

| Tunísia                                                                                      | 1–1 (pr.) | Burkina Faso                                                                                                |
| -------------------------------------------------------------------------------------------- | --------- | --- |
| Gabsi 89'                                                                                    | Resum     | K. Ouédraogo 45' (pen.)                                                                                     |
| Tanda de penals                                                                              |           | |
| Rouissi · Badra · Bouazizi · Chihi · Jelassi · Baya · Gabsi · Ghodhbane · Hicheri · Trabelsi | 7–8       | S. Traoré · F. Sanou · Nana · Tallé · A. Ouédraogo · Zongo · B. Traoré · Diabaté · Liade Gnonka · Coulibaly |

| Costa d'Ivori                                    | 0–0 (pr.) | Egipte                                    |
| ------------------------------------------------ | --------- | ----------------------------------------- |
|                                                  | Resum     |                                           |
| Tanda de penals                                  |           |                                           |
| Domoraud · Guel · Diomandé · Bakayoko · Ouattara | 4–5       | Ramzy · Radwan · Kamouna · Mostafa · Imam |

| Marroc    | 1–2   | Sud-àfrica                |
| --------- | ----- | ------------------------- |
| Chiba 36' | Resum | McCarthy 22' · Nyathi 79' |

#### Semifinals
| República Democràtica del Congo | 1–2 (pr.) | Sud-àfrica         |
| ------------------------------- | --------- | ------------------ |
| Bembuana-Keve 48'               |           | McCarthy 60', 112' |

| Burkina Faso | 0–2 | Egipte             |
| ------------ | --- | ------------------ |
|              |     | H. Hassan 40', 71' |

#### 3r i 4t lloc
| República Democràtica del Congo                | 4–4 (pr.) | Burkina Faso                                        |
| ---------------------------------------------- | --------- | --------------------------------------------------- |
| Mungongo 76', 90' · Kasongo 88' · Tondelua 89' | Resum     | A. Ouédraogo 6' · Barro 52' · Napon 56' · Tallé 86' |
| Tanda de penals                                |           |                                                     |
| Simba · Mamale · Kisombe · Selenge             | 4–1       | S. Traoré · F. Sanou · Diabaté                      |

#### Final
| Sud-àfrica | 0–2 | Egipte                     |
| ---------- | --- | -------------------------- |
|            |     | A. Hassan 5' · Mostafa 13' |

## Campió
| Guanyador de Copa d'Àfrica 1998 |
| ------------------------------- |
| · Egipte · Quart títol          |

## Golejadors
7 gols
- Hossam Hassan
- Benni McCarthy

4 gols
- Jerry Tondelua
- Joël Tiéhi

3 gols
- Alphonse Tchami
- Souleymane Oularé

2 gols
- Paulo Silva
- Kassoum Ouédraogo
- Lokenge Mungongo
- Ibrahima Bakayoko
- Tchiressoua Guel
- Saïd Chiba
- Eliphas Shivute
- Gervatius Uri Khob
- Mehdi Ben Slimane
- Hassen Gabsi
- Ziad Tlemçani

1 gol
- Billel Dziri
- Moussa Saïb
- Lázaro
- Miguel Pereira
- Quinzinho
- Oumar Barro
- Romeo Kambou
- Sidi Napon
- Alassane Ouédraogo
- Ibrahima Tallé
- Seydou Traoré
- Joseph-Désiré Job
- Pierre Womé
- Eddy Bembuana-Keve
- Jean-Kasongo Banza
- Okitankoyi Kimoto
- Mundaba Kisombe
- Lassina Diabaté
- Ahmed Ouattara
- Ahmed Hassan
- Tarek Mostafa
- Yasser Radwan
- Mohammed Gargo
- Samuel Johnson
- Alex Nyarko
- Ahmed Bahja
- Ali Elkhattabi
- Youssef Fertout
- Mustapha Hadji
- Avelino
- Ricardo Mannetti
- Robert Nauseb
- Simon Uutoni
- Helman Mkhalele
- David Nyathi
- Komlan Assignon
- Franck Doté
- Massamasso Tchangai
- Mohamed Coubadja Touré
- Kalusha Bwalya
- Tenant Chilumba
- Rotson Kilambe
- Masauso Tembo

## Equip ideal de la CAF
Porter
- Nader El-Sayed

Defenses
- Mark Fish
- Jojo
- Noureddine Naybet
- Mohamed Emara

Centrecampistes
- Charles Akonnor
- Hassen Gabsi
- Tchiressoua Guel
- Didier Ekanza Simba

Davanters
- Hossam Hassan
- Benni McCarthy